# Koninklijk bezoek aan Limburg (mei 2005)
Het koninklijk bezoek aan Limburg van koningin Beatrix vond plaats op 24 mei 2005. Het was het derde provinciebezoek dat de koningin aflegde in het kader van haar zilveren jubileum.
De koningin bezocht in dit kader de gemeenten Maastricht, Simpelveld en Kerkrade. 's Middags werd zij ontvangen door de Gouverneur van Limburg Van Voorst tot Voorst. Daarna besprak zij met het College van Gedeputeerde Staten de meest recente ontwikkelingen in de provincie. Vervolgens bezocht zij de Universiteit Maastricht, waar het programma zich concentreerde op ontwikkelingen in de biotechnologie. Ook volgde zij een college van de afdeling Levenswetenschappen. Later die middag vertrok het gezelschap naar Simpelveld. In het hart van de voormalige mijnstreek liet Beatrix zich voorlichten over de ontwikkelingen op het gebied van toerisme.
Daarna woonde de koningin in Kerkrade een optreden bij van verschillende fanfareorkesten. Ook bezocht ze daar het museum voor industrie en samenleving Industrion. Daar toonden kinderen met een verstandelijke handicap de koningin een troon die zij zelf hadden vervaardigd.